# Río Rufus
El río Rufus, es un curso de agua de la cuenca del río Murray y parte de la cuenca Murray-Darling, se encuentra en el suroeste de Nueva Gales del Sur, Australia.

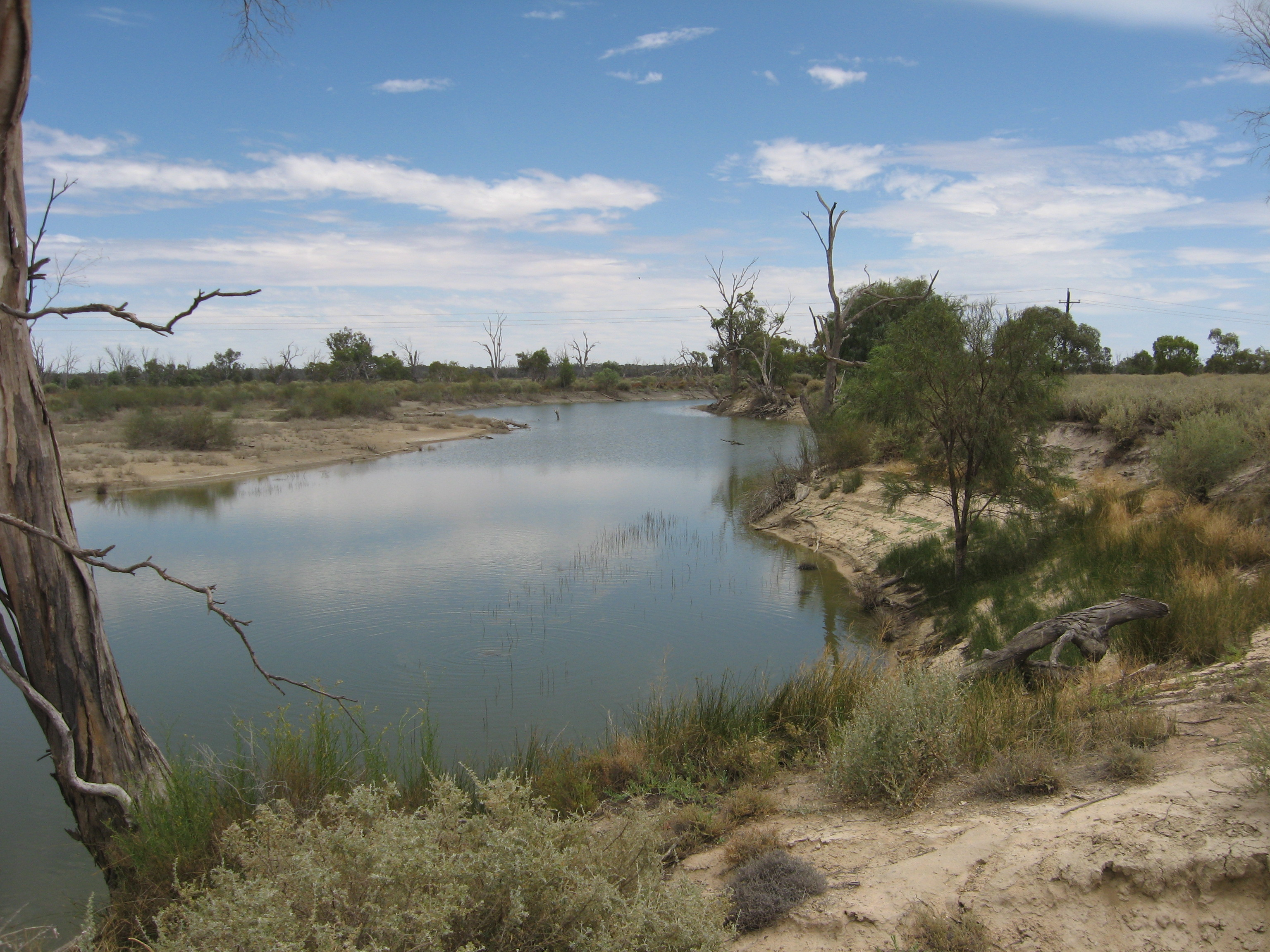
Una sección del río Rufus entre el lago Victoria y el río Murray, cerca del regulador de salida del lago Victoria.

Sus Aguas ingresa al río Rufus desde el lago Victoria.
El río comienza en el lago Victoria y fluye hacia el oeste y luego hacia el suroeste, antes de llegar a su confluencia con el río Murray, en la esclusa 7, cerca de la ciudad de Rufus.
El río Rufus fue visitado por el explorador europeo Charles Sturt en 1830 y recibió el nombre de su compañero de viaje pelirrojo (o rufus), George Macleay.
Una serie de conflictos entre europeos y aborígenes en 1841 llevaron a la masacre del río Rufus.